# Passage au bâton
Ne pas confondre avec Présence officielle au bâton.

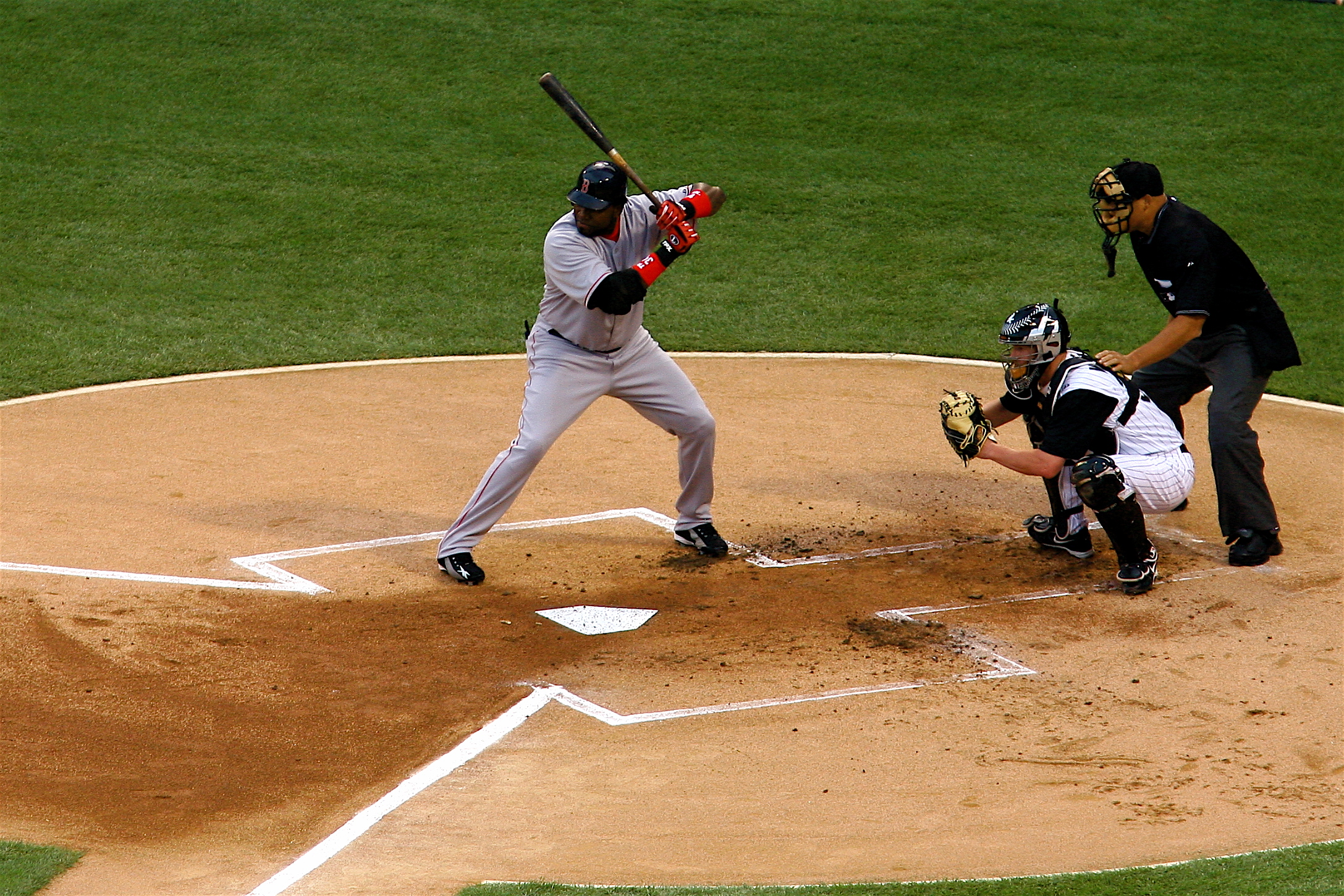
Un passage au bâton de David Ortiz.

Le passage au bâton est une statistique au baseball qui indique le nombre de fois où un joueur est frappeur. Cette statistique diffère des présences officielles au bâton où un certain nombre de situations de jeu sont retranchées du total de passages au bâton afin de donner une meilleure indication des performances offensives du joueur.
En anglais, la statistique est appelée plate appearance et on y réfère par l'abréviation PA.

## Description
Un passage au bâton est compté pour un joueur chaque fois qu'un premier tir du lanceur de l'équipe adverse lui est offert dans un match. Peu importe la conclusion de cette présence à l'attaque (que le joueur atteigne une base par un coup sûr ou un autre moyen, ou qu'il soit retiré), un passage au bâton sera noté.
Il y a deux exceptions :
- Si la manche se termine sur un troisième retrait et que le joueur retiré est non pas le frappeur mais un coéquipier se trouvant sur les buts comme coureur, on n'ajoutera pas un passage au bâton aux statistiques du frappeur. En ce cas, le frappeur pourra amorcer la manche suivante au bâton et ce sera à ce moment que l'on comptera un passage au bâton.
- Si un frappeur est remplacé par un frappeur suppléant après que son passage en offensive a été amorcé, le premier joueur à la plaque ne voit pas de présence officielle ou de passage au bâton ajouté à ses statistiques : celles-ci seront accordées au frappeur suppléant. Il y a une exception : si le frappeur compte deux prises contre lui et que le frappeur suppléant est retiré sur une troisième prise, le retrait sur des prises et le passage au bâton sont ajoutés à la fiche du premier joueur (donc celui ayant eu deux prises contre lui).

## Comme statistique
Le nombre de passages officiels au bâton est une statistique qui apprend peu de choses sur la qualité d'un joueur, sinon sa longévité ou le fait qu'il ait été appelé à frapper un grand nombre de fois. On y réfère donc rarement lorsque l'on interprète les statistiques d'un joueur donné.
Son total de passages au bâton n'est pas sans importance cependant : si le nombre de passages au bâton ne sert pas à calculer la moyenne au bâton d'un joueur (les présences officielles est une donnée qui sert à ce calcul), elle détermine l'éligibilité d'un joueur au championnat des frappeurs dans la Ligue majeure de baseball. Selon les critères actuels, un joueur doit compter au minimum 3,1 passages au bâton par match pour que sa moyenne soit considérée au championnat. Dans une saison de 162 parties, cela donne donc un minimum de 502 passages au bâton dans l'année.

## Records des Ligues majeures de baseball
Mis à jour après la saison 2013.
En gras, les joueurs en activité.
- Passages au bâton en carrière  :

| Rang | Joueur           | Passages au bâton | Présences officielles | Moyenne au bâton | Saisons   |
| ---- | ---------------- | ----------------- | --------------------- | ---------------- | --------- |
| 1    | Pete Rose        | 15 861            | 14 053                | ,303             | 1963-1986 |
| 2    | Carl Yastrzemski | 13 991            | 11 988                | ,285             | 1961-1983 |
| 3    | Hank Aaron       | 13 940            | 12 364                | ,305             | 1954-1976 |
| 4    | Rickey Henderson | 13 346            | 10 961                | ,279             | 1979-2003 |
| 5    | Ty Cobb          | 13 068            | 11 434                | ,366             | 1905-1928 |

- Passages au bâton en une saison :

| Rang | Joueur        | Passages au bâton | Présences officielles | Moyenne au bâton | Saison | Équipe       |
| ---- | ------------- | ----------------- | --------------------- | ---------------- | ------ | ------------ |
| 1    | Jimmy Rollins | 778               | 716                   | ,296             | 2007   | Phillies     |
| 2    | Lenny Dykstra | 773               | 637                   | ,305             | 1993   | Phillies     |
| 3    | Pete Rose     | 770               | 652                   | ,284             | 1974   | Reds         |
| 4    | Dave Cash     | 766               | 699                   | ,305             | 1975   | Philadelphie |
| 5    | José Reyes    | 765               | 681                   | ,280             | 2007   | Mets         |

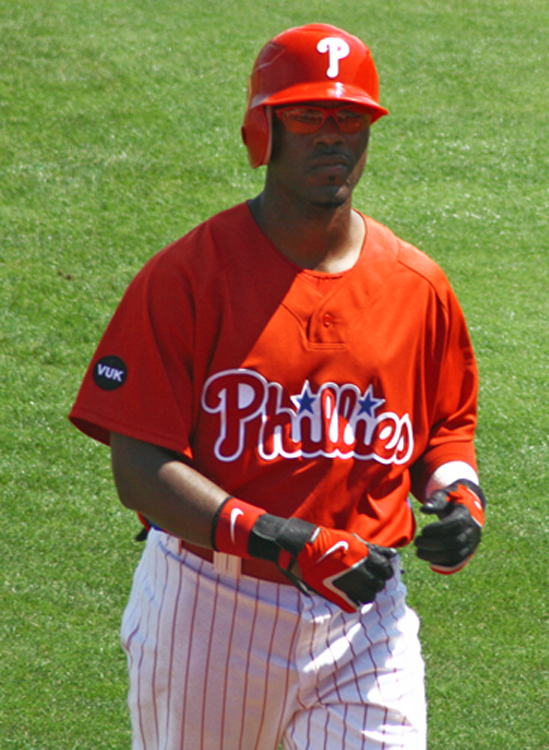
Jimmy Rollins établit le record de 778 passages au bâton en une saison (2007).

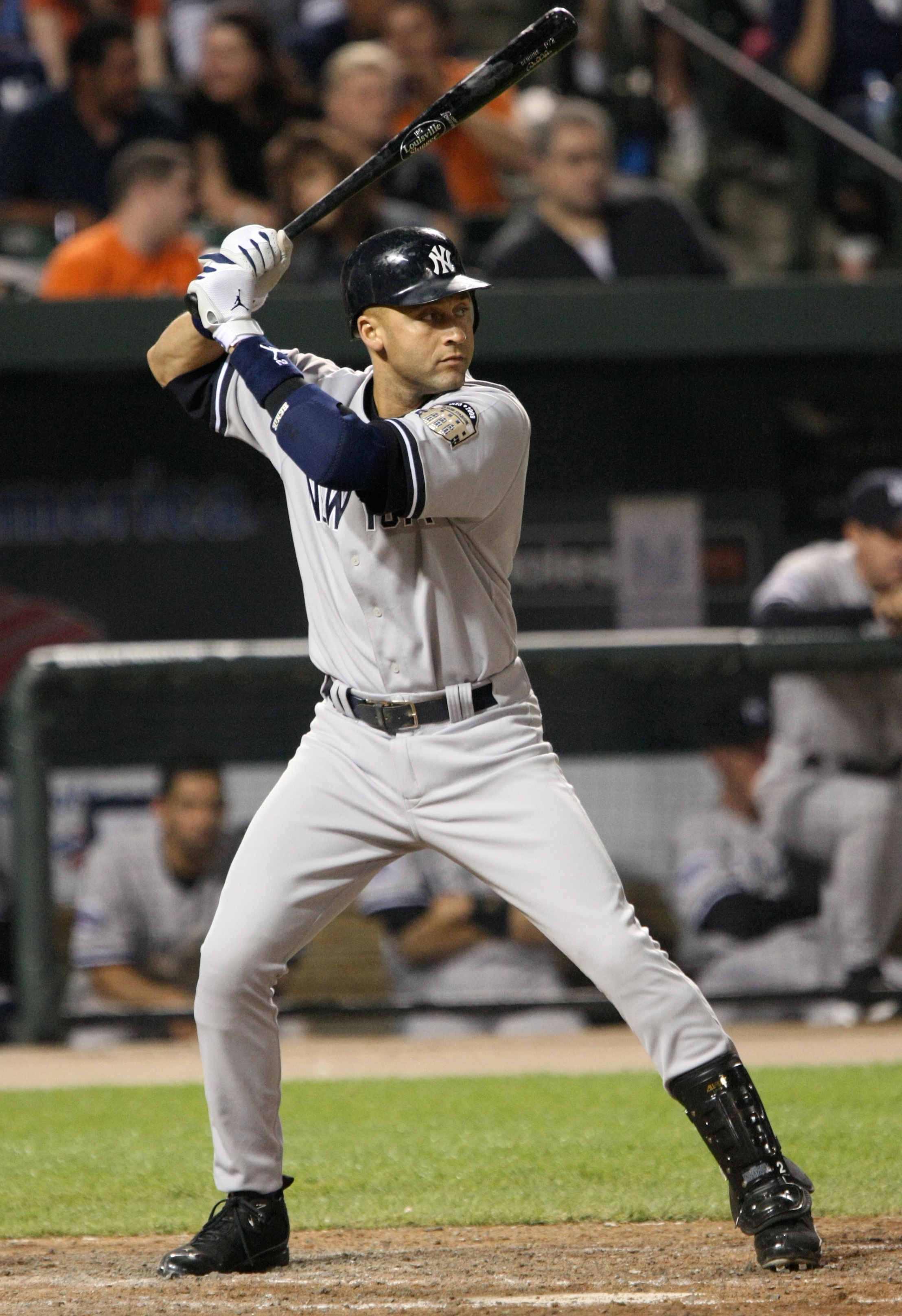
Derek Jeter mène en 2013 les joueurs en activité de la MLB pour les passages au bâton et les présences officielles.

- Meneurs parmi les joueurs en activité :

| Rang | Joueur         | Passages au bâton | Présences officielles | Moyenne au bâton | Saisons     |
| ---- | -------------- | ----------------- | --------------------- | ---------------- | ----------- |
| 1    | Derek Jeter    | 11 968            | 10 614                | ,312             | depuis 1995 |
| 2    | Alex Rodriguez | 11 344            | 9 818                 | ,299             | depuis 1994 |
| 3    | Adrián Beltré  | 9 387             | 8 596                 | ,282             | depuis 1998 |
| 4    | Paul Konerko   | 9 281             | 8 185                 | ,281             | depuis 1997 |
| 5    | Ichiro Suzuki  | 9 278             | 8 605                 | ,319             | depuis 2001 |